# Esperándote
Singles par Manuel Turizo
Déjala Que Vuelva
(2017) Vaina Loca
(2018)
Esperándote est une chanson du chanteur colombien Manuel Turizo sortie en 2017 en tant que single.

## Contexte
"Esperándote" a été écrit par Juan Diego Medina, Manuel Turizo, Julián Turizo, Santiago Mesa, Carlos Cossio et Christian Mena et son producteur KZO sous le label de "La Industria Inc."

## Performance commerciale
En Colombie, la chanson atteint la septième place établi par le magazine National-Report.
Aux États-Unis, la chanson atteint la 13e place du Latin Pop Airplay, la 21e place du Latin Airplay et la 39e place du Latin Songs établis par le magazine Billboard et est certifié double platine.
En Espagne, la chanson atteint la 43e place et est certifié or.
Au Mexique, la chanson atteint la dix-septième place et reçoit une quadruple certification en platine.

## Classements hebdomadaires
| Classement (2017-2018)         | Meilleure position |
| ------------------------------ | ------------------ |
| Colombie (National-Report)     | 7                  |
| Espagne (Promusicae)           | 43                 |
| États-Unis (Hot Latin Songs)   | 39                 |
| États-Unis (Latin Airplay)     | 21                 |
| États-Unis (Latin Pop Airplay) | 13                 |
| Mexique (Mexico Airplay)       | 17                 |

## Certifications
| Région                                                                                                 | Certification | Ventes/Streams |
| --- | ------------- | -------------- |
| Espagne                                                                                                | Or            | 20,000         |
| Mexique (AMPFV)                                                                                        | 4 × Platine   | 400,000^       |
| États-Unis (Latin)                                                                                     | 2 × Platine   | 120,000        |
| *Ventes selon la certification ^Mise en rayon selon la certification xNon précisé par la certification |               |                |